# Gređani (Topusko)
Gređani is een plaats in de gemeente Topusko in de Kroatische provincie Sisak-Moslavina. De plaats telt 445 inwoners (2001).